# Істраков Сергій Юрійович
Сергій Юрійович Істраков (нар. 5 листопада 1959, м. Черняховськ, Калінінградська область, РРФСР) — російський військовик, генерал-полковник, заступник начальника Генерального штабу ЗС РФ.

## Життєпис
1978—1982 рр. — Бакинське вище загальновійськове командне училище;
1982—1989 рр. — командир парашутно-десантного взводу, роти, батальйону 39 окремої десантно-штурмової бригади Прикарпатського військового округу ЗС СРСР (м. Хирів Львівської області, Української РСР);
1989—1992 рр. — Військова академія ім. Фрунзе;
1992—2000 рр. — заступник командира, командир парашутно-десантного полку, заступник командира повітряно-десантної дивізії, командир десантно-штурмової бригади ЗС РФ. Під час перебування на останній посаді брав участь у миротворчій операції у складі контингенту ЗС РФ у Югославії (1999—2000 роки);
2000—2002 рр. — Військова академія Генерального штабу Збройних сил РФ.
2000—2003 рр. — командир 205 окремої мотострілецької бригади Сибірського військового округу ЗС РФ;
2003—2006 рр. — командир 20 окремої мотострілецької дивізії Північно-Кавказького військового округу ЗС РФ;
2006—2008 рр. — заступник командувача, начальник штабу 58 армії Північно-Кавказького військового округу ЗС РФ;
2008—2009 рр. — командувач 41 армії Сибірського військового округу ЗС РФ. Відігравав активну роль у плануванні та здійсненні збройної агресії Росії проти Грузії у серпні 2008 року;
2009—2010 рр. — заступник командувача військами Сибірського військового округу ЗС РФ;
2010—2013 рр. — заступник командувача військами Центрального військового округу ЗС РФ;
2013—2015 рр. — начальник Головного штабу — перший заступник Головнокомандувача Сухопутних військ ЗС РФ.
У 2013—2014 рр. виконував обов'язки Головнокомандувача Сухопутних військ ЗС РФ та безпосередньо відповідав за їх готовність до виконання завдань на території України в ході збройної агресії РФ проти нашої держави.
На початку 2015 року призначений на посаду заступника начальника Генерального штабу ЗС РФ. Відповідає за координацію діяльності російських окупаційних військ на Донбасі.
19 жовтня 2017 року голова утворення ДНР видав розпорядження про нагородження Сергія Істракова годинником «за вагомий особистий вклад в становленні і розвитку ДНР».

## Сім'я
Одружений, має сина та доньку.

## Санкції
Істраков Сергій Юрійович є особою, що безпосередньо брала участь у розробці та плануванні вторгнення до України.